# Bauhinia blakeana
A Bauhinia blakeana az orchideafa (Bauhinia) egyik faja a pillangósvirágúak (Fabaceae) családjában a  lepényfaformák (Caesalpinioideae) Cercideae nemzetségcsoportjában. Az illatos, orchideaszerű virágok általában 10–15 cm szélesek, és november elejétől március végéig hoznak virágot. Napjainkban számos helyen kedvelik, de 1880-ban Hongkongban fedezték föl. A létező ilyen orchideafák mindegyike a hongkongi botanikus kertből származik attól az egyedtől, melyet 1914-ben kezdtek Hongkongban termeszteni. Hongkong-orchideának is nevezik (香港蘭/香港兰).

## Felfedezése
Az orchideafát 1880 körül fedezték fel egy ház romjainak környékén Pok Fu Lam közelében, és Victoriában kezdték szaporítani egy botanikus kertben. Később Sir Henry Blake-ről, Hongkong brit kormányzójáról nevezték el, aki 1898 és 1903 között lelkes amatőr botanikus volt. A fajt 1908-ban nevezte el jegyzeteiben Blake után S. T. Dunn, aki először adott részletes leírást a hongkongi orchideafáról,.

## Használata

Hongkong zászlaja

A Bauhinia blakeanát 1965-ben fogadták el Hongkong virág jelképének, 1990. április 4-én fogadták el az új hongkongi zászló tervezeteként, és 1997-ben került Hongkong zászlajára, címerére, pénzérméire. Bár a virágok élénk rózsaszínes lila színűek, a hongkongi jelképeken fehér virágként ábrázolják.
Az endemikus hongkongi virágot 1967-ben mutatták be Tajvanon. 1984-ben a Tajvan délnyugati részén fekvő Chiayi a város virágának választotta.

## Galéria

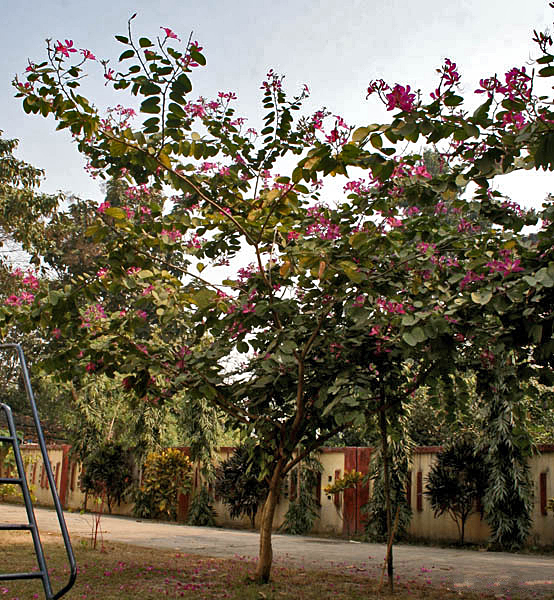
Bauhinia blakeana fa Kolkatában (India)
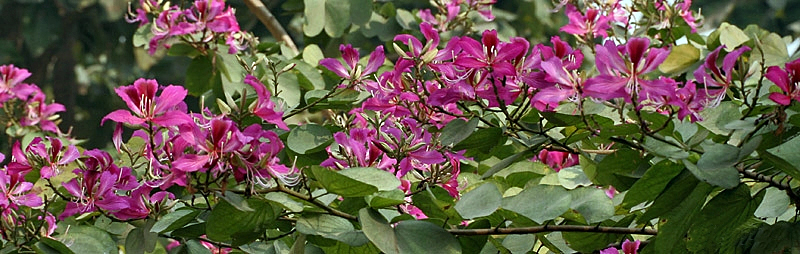
Virágai
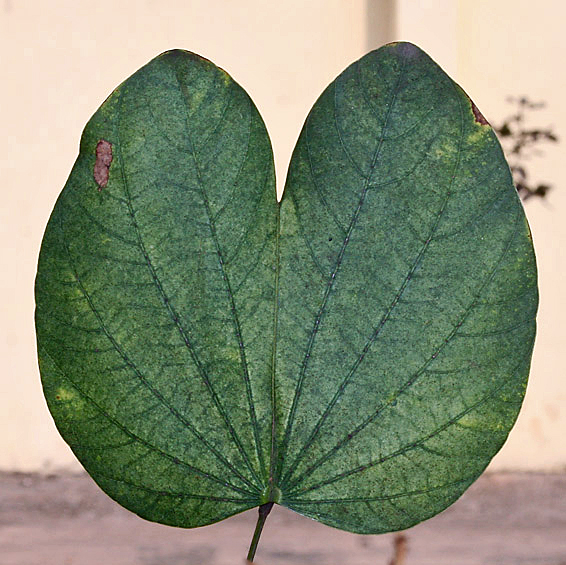
Levele
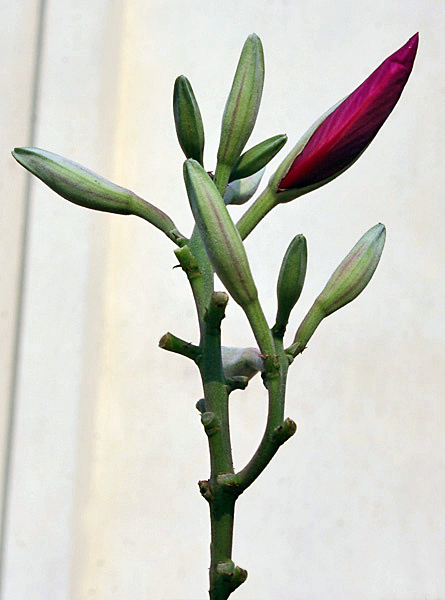
Hajtásai
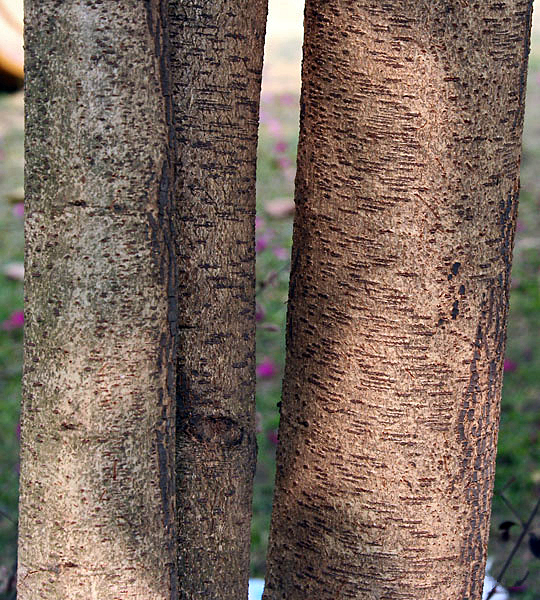
Kérge